# Heinrich von Quintus-Icilius

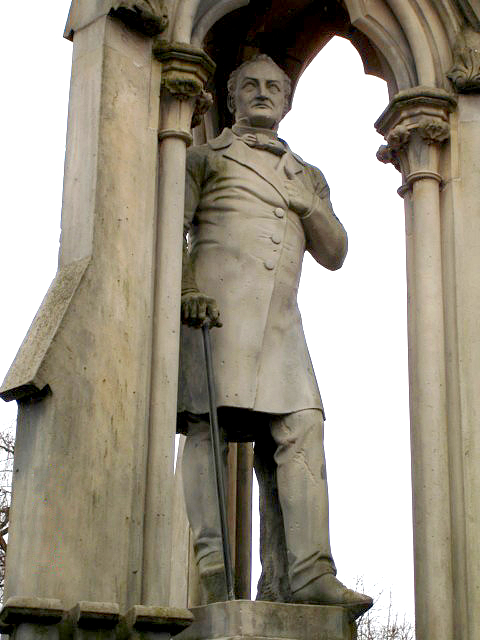
Heinrich Guichard gen. v. Quintus Icilius

Heinrich Guichard gen. von Quintus-Icilius (* 6. Mai 1798 in Hannover; † 19. Mai 1861 in Fallingbostel) war ein deutscher Verwaltungsjurist und Politiker. Sein Großvater Karl Theophil Guichard wurde durch Friedrich den Großen als Quintus Icilius nobilitiert.

## Leben
Guichard studierte an der neuen Friedrich-Wilhelms-Universität zu Berlin und der Georg-August-Universität Göttingen Rechtswissenschaft. Er wurde Mitglied des Corps Marchia Berlin und des Corps Hannovera Göttingen. Er wurde 1824 Amtsassessor und übernahm 1829 als solcher die Verwaltung des Amts Schnackenburg. 1834 wurde er als Amtmann in das Amt Fallingbostel versetzt, wo er 1838 in Fallingbostel eine der ersten Sparkassen des Königreichs Hannover im ländlichen Raum gründete, die heutige Kreissparkasse Walsrode. Diese Sparkasse finanzierte insbesondere Betriebe der Landwirtschaft im Zuge der Bauernbefreiung. 1848 vertrat er den Wahlkreis 15 (Hannover) in der Frankfurter Nationalversammlung und gehörte dort zunächst der Casino-, dann der Landsberg-Fraktion an. Als Oberamtmann machte er sich um den Raum Fallingbostel verdient; Freunde und Anhänger errichteten ihm aus Dankbarkeit für sein Wirken bereits drei Jahre nach seinem Tod in Bad Fallingbostel ein Denkmal, das noch heute an ihn erinnert.

## Ehrungen

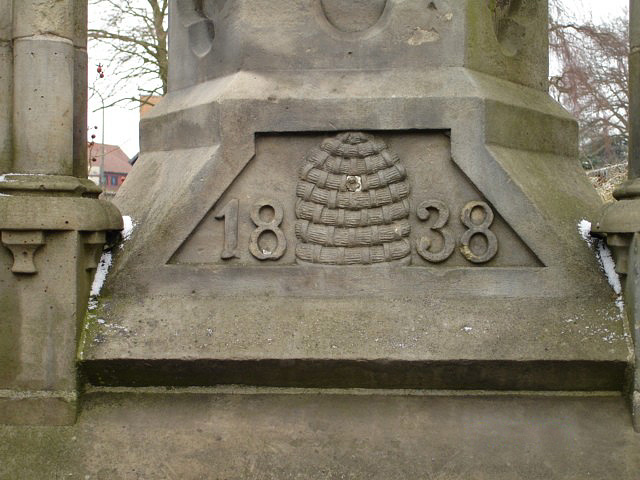
1838 und Symbol Bienenkorb

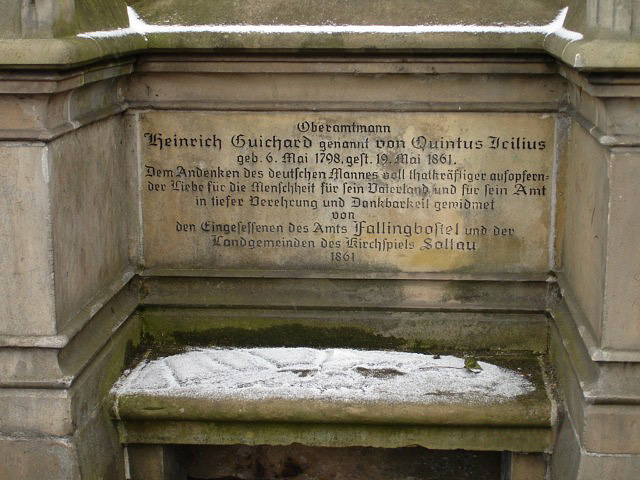
Inschrift mit Widmung

Das Standbild von 1864 steht in einer neugotischen Einhausung an der Kirchmauer der St.-Dionysius-Kirche (Bad Fallingbostel). Es ist mit der Bildhauermarke „CD“ versehen, vermutlich von dem Bildhauer Carl Dopmeyer in Hannover gefertigt worden. Der Bienenkorb mit der Jahreszahl 1838 steht für das Gründungsjahr der von ihm initiierten Sparkassengründung. Der Bienenkorb galt seit dem Mittelalter als Symbol des Fleißes und der Sparsamkeit und wurde bereits damals als Spardose genutzt.
In Walsrode und Bad Fallingbostel ist jeweils eine größere innerstädtische Straße als Quintusstraße benannt.